# Stereonephthya cupuliformis
Stereonephthya cupuliformis is een zachte koraalsoort uit de familie Alcyoniidae. De koraalsoort komt uit het geslacht Stereonephthya. Stereonephthya cupuliformis werd in 1966 voor het eerst wetenschappelijk beschreven door Verseveldt. 